# Mistrovství světa v malém fotbale FIF7 2021
Mistrovství světa v malém fotbale FIF7 2021 bylo 3. ročníkem MS v malém fotbale FIF7 a konalo se v brazilském městě Riu de Janeiru v období od 25. do 28. listopadu 2021. Účastnilo se ho 6 týmů, které byly rozděleny do 2 skupin po 3 týmech. Ze skupiny pak postoupily dva nejlepší celky do semifinále a celky na druhých a třetích místech do čtvrtfinále. Vyřazovací fáze zahrnovala 6 zápasů. Nováčkem turnaje byly týmy Francie a Angoly. Ve finále zvítězili reprezentanti Brazílie, kteří porazili výběr Ruska 4:3. Původně se šampionátu měli zúčastnit i reprezentanti Uruguaye a Kolumbie, ale kvůli výskytu Covidu-19 v týmech svoji účast stáhli.

## Stadion
Turnaj se odehrál na jednom stadionu v jednom hostitelském městě: Olympijský park (Rio de Janeiro). 

## Skupinová fáze
Čas každého zápasu je uveden v lokálním čase.
| Vysvětlivky                     |
| ------------------------------- |
| Tým postupující do semifinále   |
| Tým postupující do čtvrtfinále  |
| Vítěz zápasu je tučně zvýrazněn |

#### Skupina A
| Tým      | Z | V | R | P | VG | IG | +/− | B |
| -------- | - | - | - | - | -- | -- | --- | - |
| Brazílie | 2 | 2 | 0 | 0 | 20 | 5  | +15 | 6 |
| Chile    | 2 | 1 | 0 | 1 | 10 | 13 | −3  | 3 |
| Francie  | 2 | 0 | 0 | 2 | 5  | 15 | −10 | 0 |

| 25. listopadu 2021 14:00 |       | |                                  |
| Francie                  | 4 : 6 | Chile                                                                                                | Olympijský park (Rio de Janeiro) |
| 19' 26' 44'              |       | Rodrigo Asenjo 7' José Matzner 22' Gabriel Barahona 23' José González 40', 43' Bryan Inostroza 50+3' | Olympijský park (Rio de Janeiro) |

| 26. listopadu 2021 21:30                                                                                             |        |            |                                  |
| Brazílie | 11 : 1 | Francie    | Olympijský park (Rio de Janeiro) |
| Rafael Bastos 2', 30', 49' Jefinho 21' Lipão 22' Tuco 25+1' Julinho 27' Kelvin 31' Alex 40' Andreas 43' Vassoura 47' |        | Yassine 7' | Olympijský park (Rio de Janeiro) |

| 26. listopadu 2021 14:00                                         |       |                                                                                                   |                                  |
| Chile                                                            | 4 : 9 | Brazílie                                                                                          | Olympijský park (Rio de Janeiro) |
| José González 4' Bryan Inostroza 8', 25+1' Francisco Cordero 43' |       | Luis Fernando 5' Rafael Bastos 11', 36' Andreas 26' Kelvin 32', 34', 48' Jefinho 38' Vassoura 41' | Olympijský park (Rio de Janeiro) |

#### Skupina B
| Tým       | Z | V | R | P | VG | IG | +/− | B |
| --------- | - | - | - | - | -- | -- | --- | - |
| Rusko     | 2 | 2 | 0 | 0 | 5  | 1  | +4  | 6 |
| Angola    | 2 | 1 | 0 | 1 | 6  | 5  | +1  | 3 |
| Argentina | 2 | 0 | 0 | 2 | 1  | 6  | −5  | 0 |

| 25. listopadu 2021 11:30                                                      |       |                       |                                  |
| Rusko                                                                         | 4 : 1 | Angola                | Olympijský park (Rio de Janeiro) |
| Alexandr Kuksov 3' German Piatnikov 5' Sergei Kharlamov 26' Roman Shmonin 38' |       | Danielo Capitango 34' | Olympijský park (Rio de Janeiro) |

| 25. listopadu 2021 17:45 |       |                                                                 |                                  |
| Argentina                | 1 : 5 | Angola                                                          | Olympijský park (Rio de Janeiro) |
| Lucas Hernan Coca 48'    |       | 16' Danielo Capitango 25', 46' Emanuel 26' Alexandre Wakaba 27' | Olympijský park (Rio de Janeiro) |

| 26. listopadu 2021 12:45 |       |           |                                  |
| Rusko                    | 1 : 0 | Argentina | Olympijský park (Rio de Janeiro) |
| Ivan Liyvaku 26'         |       |           | Olympijský park (Rio de Janeiro) |

## Vyřazovací fáze
|  | Čtvrtfinále                         | Čtvrtfinále                         |                                     |        | Semifinále  | Semifinále  |  |  | Finále                              | Finále |
|  |                                     |                                     |                                     |        |             |             |  |  |                                     |        |
|  |                                     |                                     |                                     |        |             |             |  |  |                                     |        |
|  |                                     |                                     |                                     |        |             |             |  |  |                                     |        |
|  | Brazílie                            | *                                   |                                     |        |             |             |  |  |                                     |        |
|  | Brazílie                            | *                                   | 27. listopadu 2021 - Rio de Janeiro |        |             |             |  |  |                                     |        |
|  | postup přímo do semifinále          | *                                   |                                     |        |             |             |  |  |                                     |        |
|  | postup přímo do semifinále          | *                                   | Brazílie                            | 9      |             |             |  |  |                                     |        |
|  | 27. listopadu 2021 - Rio de Janeiro |                                     | Brazílie                            | 9      |             |             |  |  |                                     |        |
|  |                                     | Angola                              | 0                                   |        |             |             |  |  |                                     |        |
|  | Angola                              | Angola                              | 0                                   | 2      |             |             |  |  |                                     |        |
|  | Angola                              |                                     | 28. listopadu 2021 - Rio de Janeiro | 2      |             |             |  |  |                                     |        |
|  | Francie                             | 1                                   |                                     |        |             |             |  |  |                                     |        |
|  | Francie                             | 1                                   | Brazílie                            | 4      |             |             |  |  |                                     |        |
|  |                                     |                                     | Brazílie                            | 4      |             |             |  |  |                                     |        |
|  |                                     | Rusko                               | 3                                   |        |             |             |  |  |                                     |        |
|  | Rusko                               | Rusko                               | 3                                   | *      |             |             |  |  |                                     |        |
|  | Rusko                               | 27. listopadu 2021 - Rio de Janeiro |                                     | *      |             |             |  |  |                                     |        |
|  | postup přímo do semifinále          | *                                   |                                     |        |             |             |  |  |                                     |        |
|  | postup přímo do semifinále          | *                                   | Rusko                               | 3      | Třetí místo | Třetí místo |  |  |                                     |        |
|  | 27. listopadu 2021 - Rio de Janeiro |                                     | Rusko                               | 3      | Třetí místo | Třetí místo |  |  |                                     |        |
|  |                                     | Argentina                           | 2                                   |        |             |             |  |  |                                     |        |
|  | Chile                               | Argentina                           | 2                                   | 2      | Argentina   | 9           |  |  |                                     |        |
|  | Chile                               |                                     |                                     | 2      | Argentina   | 9           |  |  |                                     |        |
|  | Argentina                           | 3                                   |                                     | Angola | 2           |             |  |  |                                     |        |
|  | Argentina                           | 3                                   |                                     |        | 2           |             |  |  |                                     |        |
|  |                                     |                                     |                                     |        |             |             |  |  | 28. listopadu 2021 - Rio de Janeiro |        |
|  |                                     |                                     |                                     |        |             |             |  |  |                                     |        |

#### Čtvrtfinále
| 26. listopadu 2021 20:15                      |       |                                                                          |                                  |
| Chile                                         | 2 : 3 | Argentina                                                                | Olympijský park (Rio de Janeiro) |
| Rodrigo Asenjo 12' (pen.) Oscar Inostroza 32' |       | Sebastian Gonzalo Maurizio 17' Jeremias Souble 19' Lucas Hernan Coca 41' | Olympijský park (Rio de Janeiro) |

| 26. listopadu 2021 21:30         |       |         |                                  |
| Angola                           | 2 : 1 | Francie | Olympijský park (Rio de Janeiro) |
| Alexandre Wakaba 35' Emanuel 49' |       | 44'     | Olympijský park (Rio de Janeiro) |

#### Semifinále
| 27. listopadu 2021 11:20                                   |       |                                               |                                  |
| Rusko                                                      | 3 : 2 | Argentina                                     | Olympijský park (Rio de Janeiro) |
| Ivan Liyvaku 14' Alexei Medveděv 21' Dmitrii Drobysh 50+2' |       | Lucas Gastón Ingani 13' Lucas Hernan Coca 25' | Olympijský park (Rio de Janeiro) |

| 27. listopadu 2021 12:30                                                                               |       |        |                                  |
| Brazílie                                                                                               | 9 : 0 | Angola | Olympijský park (Rio de Janeiro) |
| Jefinho 1' Netinho 20' Tuco 23' Cinho 24' Kelvin 25+2' Andreas 39' Vassoura 43', 46' Luis Fernando 47' |       |        | Olympijský park (Rio de Janeiro) |

#### O 3. místo
| 28. listopadu 2021 9:45 |       |                                |                                  |
| Argentina | 9 : 2 | Angola                         | Olympijský park (Rio de Janeiro) |
| Lucas Gastón Ingani 7' Sebastian Gonzalo Maurizio 12' Juan Manuel De Bonis 16' Alan Joel Ciani 22' Lucas Hernan Coca 35' (pen.), 50', 50+1' Mauro Banegas 39' Eduardo Paez 43' |       | Emanuel 25+1' (pen.) Buaka 47' | Olympijský park (Rio de Janeiro) |

#### Finále
| 28. listopadu 2021 12:10          |       |                                                         |                                  |
| Brazílie                          | 4 : 3 | Rusko                                                   | Olympijský park (Rio de Janeiro) |
| Lipão 9', 32' Kelvin 34' Tuco 40' |       | Dmitrii Drobysh 13' Sergei Ivanov 40' Roman Shmonin 41' | Olympijský park (Rio de Janeiro) |